# Dieter Podlech
Dietrich Podlech (Aquisgrán, 28 de abril de 1931- Múnich, 21 de diciembre de 2021) fue un botánico alemán.

## Biografía
Fue director del "Instituto de Botánica Sistemática" (Institut für Systematische Botanik), de Múnich, desarrollando un enorme esfuerzo por su coautoría de la familia de Fabaceae en "Flora de China"
Publicó sobre el género Astragalus una importante revisión en 1988 con el título de Revision von Astragalus en la revista Mitteilungen der Botanischen Staatssammlung München.

## Algunas publicaciones

### Libros
- Lippert, W; D Podlech. 1991a.  Les Fleurs. Ed. Nathan Nature. 256 pp. ISBN 2092784013
- ----, ----. 1991b.  Gran guía de la naturaleza: Plantas del Mediterráneo. Ed. Everest SA.
- ----, ----. 1991c.  Gran guía de la naturaleza: Flores. Ed. Everest SA.
- ----, ----. 1991d.  Plantas Del Mediterráneo. Ed. Everest SA. 256 pp. ISBN 8424126661
- ----, ----. 1994.  Wild Flowers of Britain and Northern Europe (Collins Nature Guide) [Illustrated]. Ed. Collins; edición ilustrada. 256 pp. ISBN 0002199963
- Podlech, D. 1995. Gran Guía de la Naturaleza Flores Alpinas. Ed. Everest SA
- Podlech, D. 1996.  Herbs and Healing Plants of Britain and Europe. Ed. Collins, Nature Guide. 256 pp. ISBN 0002200554
- ----. 1998. GU Naturführer Heilpflanzen. Die wichtigen Heilpflanzen Europas kennenlernen und bestimmen. Ed. Gräfe & Unzer
- ----. 2000. Plantas Medicinales. Ed. Everest SA. 256 pp. ISBN 8424126645
- ----. 2001. Herbs And Healing Plants of Britain & Europe. Ed. HarperCollins. ISBN 0261674056
- Lippert, W; D Podlech. 2002. Blumen. Bestimmen leicht gemacht. Ed. Gräfe & Unzer

## Honores

### Eponimia
Especies (más de 20)
- (Apiaceae Trachyspermum podlechii (Leute) Hedge, Lamond & Rech.f.[2]
- La abreviatura «Podlech» se emplea para indicar a Dieter Podlech como autoridad en la descripción y clasificación científica de los vegetales.[3]